# Rusanowo (rejon kurczatowski)
Rusanowo (ros. Русаново) – wieś (ros. деревня, trb. dieriewnia) w zachodniej Rosji, w sielsowiecie kostielcewskim rejonu kurczatowskiego w obwodzie kurskim.

## Geografia
Miejscowość położona jest 7,5 km od centrum administracyjnego sielsowietu kostielcewskiego (Kostielcewo), 23,5 km od centrum administracyjnego rejonu (Kurczatow), 41 km od Kurska.
W granicach miejscowości znajduje się 20 posesji.

## Demografia
W 2010 r. miejscowość zamieszkiwało 26 osób.